# Ataques a Abqaiq y Khurais de 2019
El 14 de septiembre de 2019, se llevó a cabo un ataque con misiles de crucero y drones contra las instalaciones estatales de procesamiento de petróleo de la empresa Saudi Aramco en Abqaiq (Biqayq en árabe) y Khurais en el este de Arabia Saudita. Las fuerzas de los Hutíes en Yemen se atribuyeron la responsabilidad, vinculándolo a los eventos que rodearon la intervención de Arabia Saudita en la guerra civil yemení y afirmando que usaron 10 drones en el ataque. Arabia Saudita presentó lo que considera evidencia de que los ataques con drones y misiles a sus petroleras provinieron desde Irán. Explicó que 18 drones y 7 misiles atacaron desde una dirección que descartó a Yemén como fuente, y que apunta a la participación iraní. Teherán lo niega.

## Antecedentes
Las reservas probadas de petróleo en Arabia Saudita son las segundas más grandes del mundo, representando aproximadamente el 16% del suministro mundial, solo superado por Venezuela. Arabia Saudita es el mayor exportador de petróleo del mundo. El país produce alrededor de 12 millones de barriles de productos derivados del petróleo por día, a partir de 2017. Saudi Aramco es una compañía petrolera nacional propiedad del gobierno de Arabia Saudita; es el segundo mayor productor de petróleo del mundo, detrás de Rosneft de Rusia. Aramco opera varias instalaciones de perforación, transporte y producción de petróleo en Arabia Saudita.
Aramco describe la instalación de Abqaiq como «la planta de estabilización de petróleo crudo más grande del mundo». Convierte el crudo ácido en crudo dulce mediante la eliminación de las impurezas de azufre antes de ser transportado a las refinerías aguas abajo, procesando más de 7 millones de barriles de petróleo por día o aproximadamente el 7% de la producción mundial de petróleo.
Bob McNally, exmiembro del Consejo Económico Nacional y del Consejo de Seguridad Nacional de Estados Unidos, dijo a Reuters que «un ataque exitoso contra Abqaiq sería similar a un ataque cardíaco masivo para el mercado petrolero y la economía global». La instalación de Abqaiq había sido el sitio de un atentado suicida fallido por Al-Qaeda en 2006. El campo petrolero Khurais, también operado por Aramco, produce alrededor de 1,5 millones de barriles de crudo por día, y se estima que contiene hasta 20 mil millones de barriles de petróleo.

## Ataque
De acuerdo con el reporte de las autoridades sauditas, alrededor de las 4:00 a. m. en sus instalaciones petroleras de Abqaiq y Khurais, en el oeste del país, se desataron fuertes incendios después de que fueran objeto de un ataque. El campo de Khurais produce en torno a 1% de todo el petróleo que se consume en el mundo, mientras que la refinería de Abqaiq tiene capacidad para procesar hasta 7% del suministro global. En declaraciones difundidas por la Agencia Estatal de Prensa Saudita, el ministro de petróleo de ese país, Abdulaziz Bin Salman, dijo que la suspensión de la producción era temporal y que sus clientes sustituirán parte del suministro faltante con el uso de sus reservas de crudo.
El Ministerio del Interior de Arabia Saudita dijo unas horas más tarde que los incendios fueron «el resultado de ... drones». Se creía que varios vehículos aéreos no tripulados (UAV o drones) estaban involucrados. Al parecer, los guardias en las instalaciones intentaron derribar los drones con fuego de ametralladoras, tal como se captura en las grabaciones de vigilancia de las instalaciones. Según Aramco, los ataques con aviones no tripulados fueron en al menos dos olas; mientras evacuaban las instalaciones de Khurais y lidiaban con los incendios del primer ataque, otra ronda de drones golpeó las instalaciones.
El análisis de imágenes satelitales de la instalación de Abqaiq antes y después de los ataques parece mostrar 19 ataques individuales: 14 que perforaron tanques de almacenamiento, tres que inutilizaron trenes de procesamiento de petróleo y dos más que no dañaron ningún equipo.
Las autoridades sauditas reforzaron la seguridad en torno a los dos sitios atacados y vedaron cualquier ingreso de periodistas a la zona. El sitio de Abqaiq, a 60 kilómetros al sudoeste de Dahran, principal sede del gigante petrolero, alberga a la mayor planta de tratamiento de petróleo de Aramco.

## Posibles responsables

### Huthis
Los rebeldes hutíes en Yemen se adjudicaron el ataque, diciendo que 10 drones habían atacado a Abiqaiq, así como al campo petrolero de Khurais. Pero los ataques de esta escala y precisión representarían un aumento repentino y notable en las capacidades de los hutíes, y ni Estados Unidos ni Arabia Saudita están convencidos de la atribución.